# Cal·lixè d'Atenes
Cal·lixè d'Atenes (en grec antic Καλλίξενος "Kallíxenos", en llatí Callixenus) fou un polític atenenc que el 406 aC després de la batalla de les Arginuses, va impulsar un decret a través de la Bulé, contra els generals que havien sortit victoriosos però que van socórrer als nàufrags degut a una tempesta, que va impedir-ne el rescat i van morir ofegats. Segons el decret se'ls jutjava en comú i podien ser condemnats a mort. Euriptòlem, cosí d'Alcibíades, i altres s'hi van oposar i van amenaçar Cal·lixè amb un procés perquè la seva proposta era il·legal, però el poble estava excitat i va donar suport a Cal·lixè. Els pritans, membres de la Bulé, van refusar sotmetre la proposta a votació però sota el clamor de Cal·lixè i tots els seus amics, menys Sòcrates, que aquell dia era ἐπιστάτης (president), van acceptar finalment davant les pressions de la multitud, segons explica Xenofont.
Més tard, quan ja quasi tots els generals havien estat executats, es va aixecar una acusació criminal (προβολά) contra Cal·lixè i altres que li havien donat suport, i ell i quatre més foren empresonats temporalment, però van fugir cap a territori sota control espartà a Decèlia. Quan el 403 aC es va restaurar la democràcia va aprofitar l'amnistia per tornar, però rebutjat pels seus conciutadans que li van negar l'aigua i el foc i no li van oferir ni un tros de pa, va morir de gana i misèria.